# Флаг островов Тристан-да-Кунья

Флаг британского губернатора островов Тристан-да-Кунья

Флаг островов Тристан-да-Кунья — один из государственных символов архипелага, был принят 20 октября 2002 года. Дизайн флага разработал Грехэм Бартрэм.
Флаг представляет собой синие полотнище с соотношением сторон 1:2, в левом верхнем углу изображён флаг Великобритании, в правой половине отцентрирован герб островов Тристан-да-Кунья.
В редких исключительных случаях наряду с флагом островов используется и флаг острова Святой Елены.
Губернатор островов Тристан-да-Кунья использует флаг британских губернаторов, адаптированный к архипелагу с использованием местного герба.